# Gerlebogk
Gerlebogk est un village et une ancienne municipalité dans le district du Salzland, en Saxe-Anhalt, Allemagne. Depuis le 1er janvier 2010, il fait partie de la municipalité de Könnern.

## Géographie

Situation de Gerlebogk dans la municipalité de Könnern.

Le village se situe à l'extrémité orientale de la municipalité de Könnern. Il compte 263 habitants et la superficie qui en relève est de 5,77 km2.
Il se trouve dans une région au relief assez plat, dédiée à une agriculture intensive. La Fuhne (de), affluent de rive droite de la Saale, arrose le hameau de Berwitz, au sud.
D'un point de vue géologique, Gerlebogk est situé au sud d'un bassin de lignite qui s'étend au nord jusque vers Plömnitz (de) et Peissen (de).
La route qui relie Köthen à Könnern (où se trouve une sortie de l'autoroute A 14) passe par Gerlebogk.

## Histoire
L'existence de ce village est attestée pour la première fois dans un document de 1182. Le village appartenait avant la Première Guerre mondiale à la principauté d'Anhalt.
À la fin du XVIIIe siècle, on a commencé à y extraire du lignite ; cette exploitation s'est intensifiée au milieu du XIXe siècle et une mine de charbon a fonctionné jusqu'en 1929.

## Lieux et monuments
- Lac de Rohrteich, creusé par l'exploitation du lignite : centre de loisir, camping, plage. Il fait partie des Gerlebogker Teiche (Étangs de Gerlebogk), aire protégée et réserve naturelle.

## Galerie

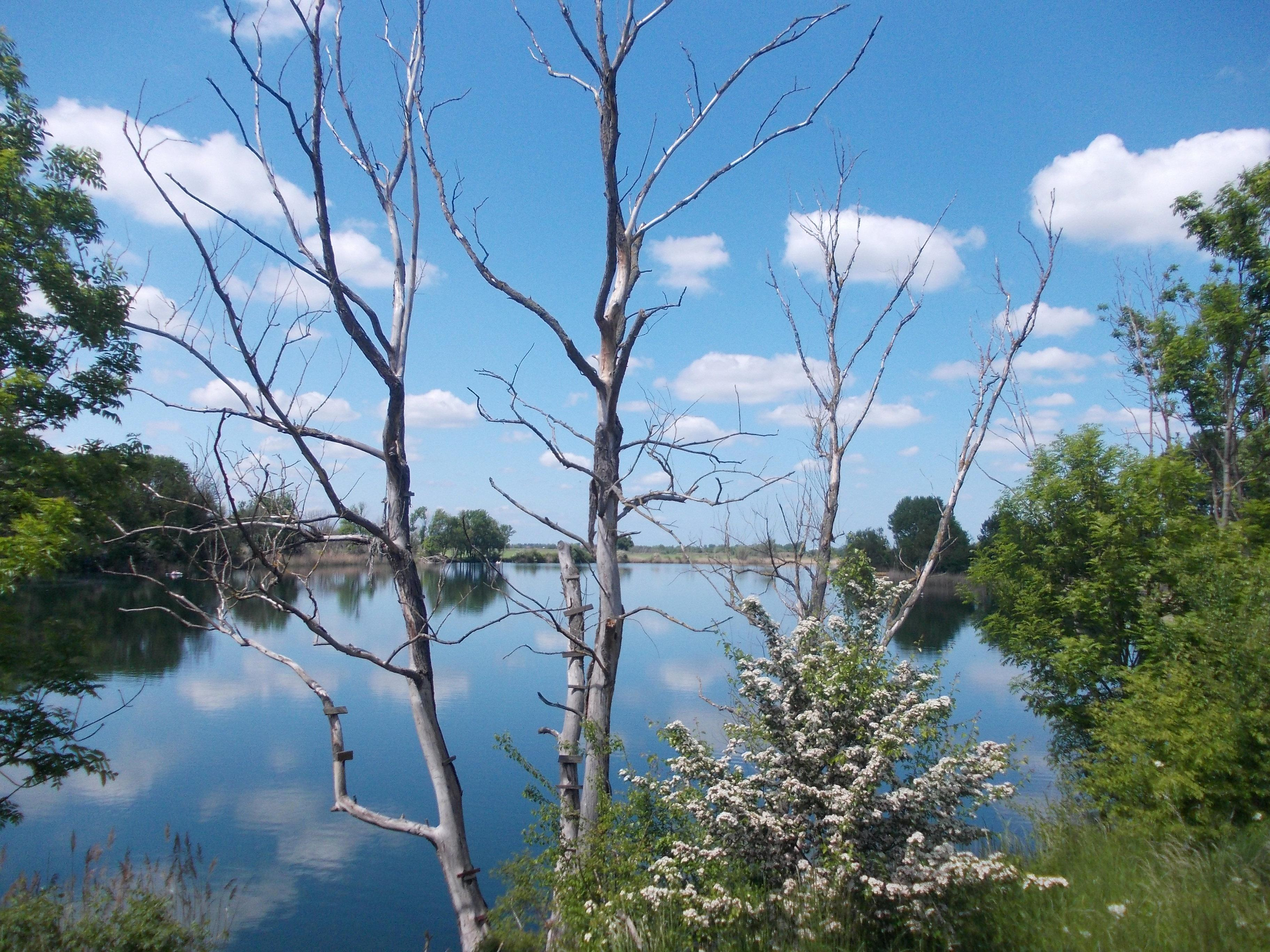
Lac de Rohrteich
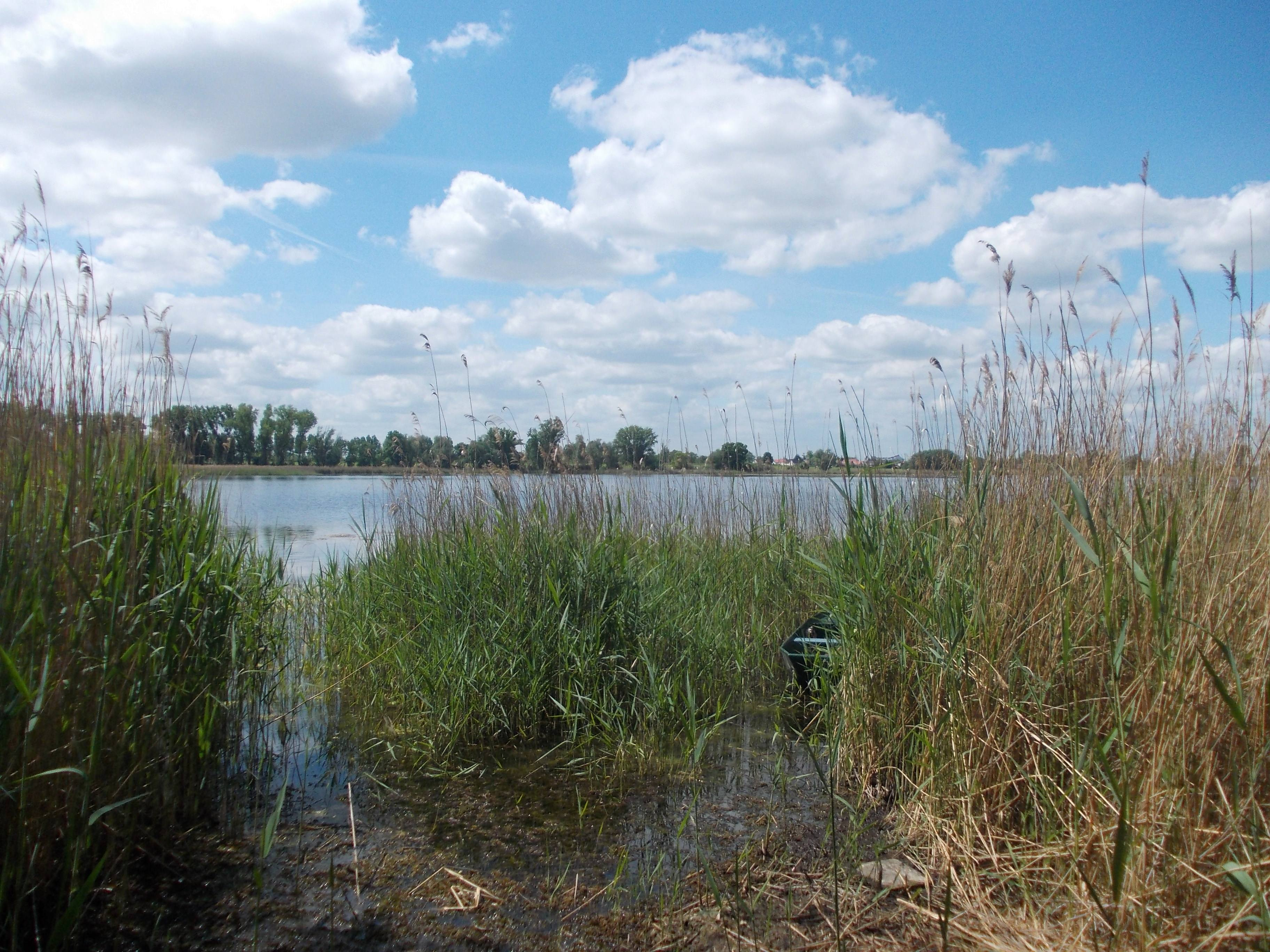
Grosser Wiendorfer Teich